# Dąb Dębno
Dąb Dębno – polski klub piłkarski z siedzibą w Dębnie, powstały w 1945 roku. 

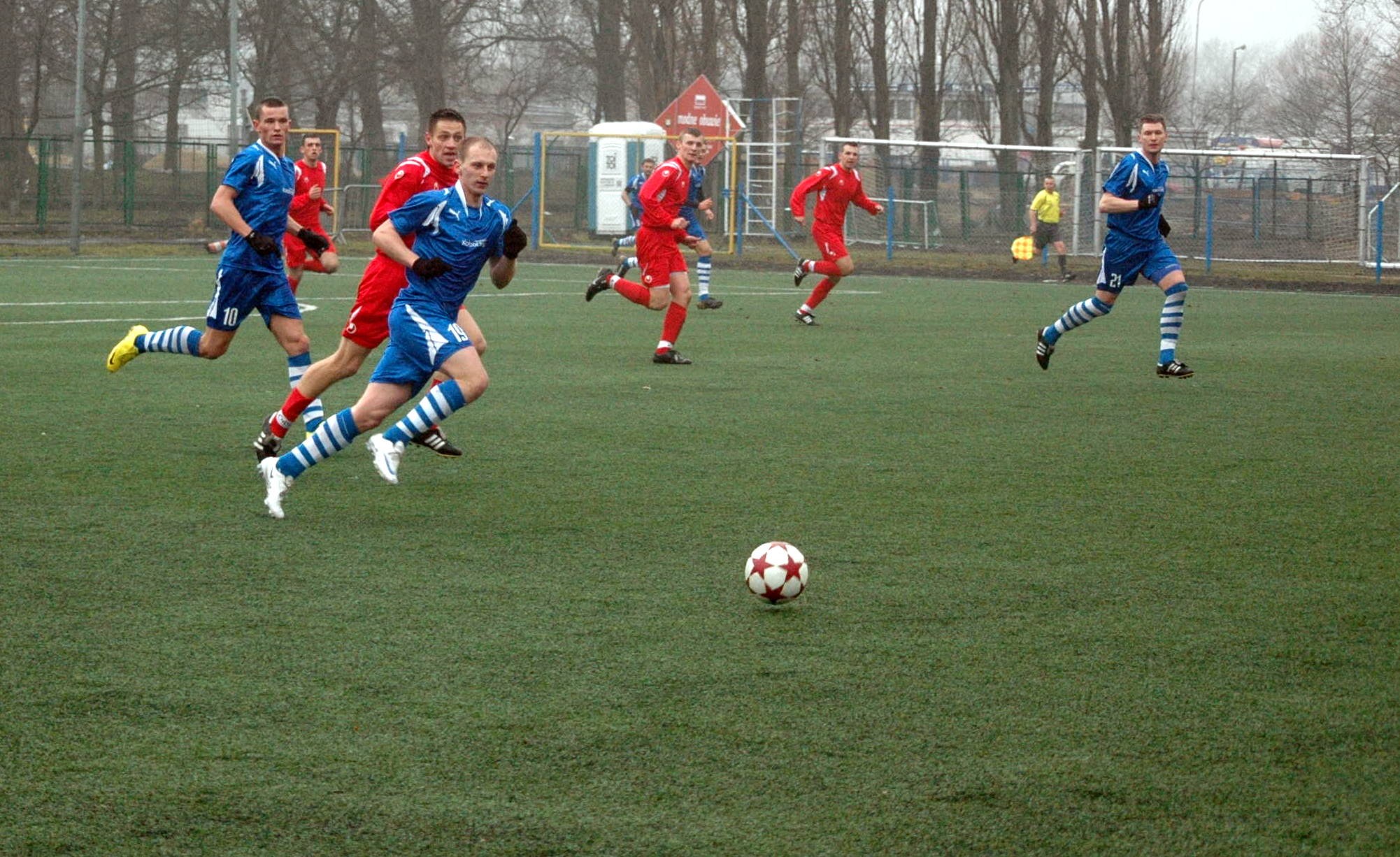
Mecz III-ligowy Kotwica Kołobrzeg - Dąb Dębno 1:1, 27 marca 2010

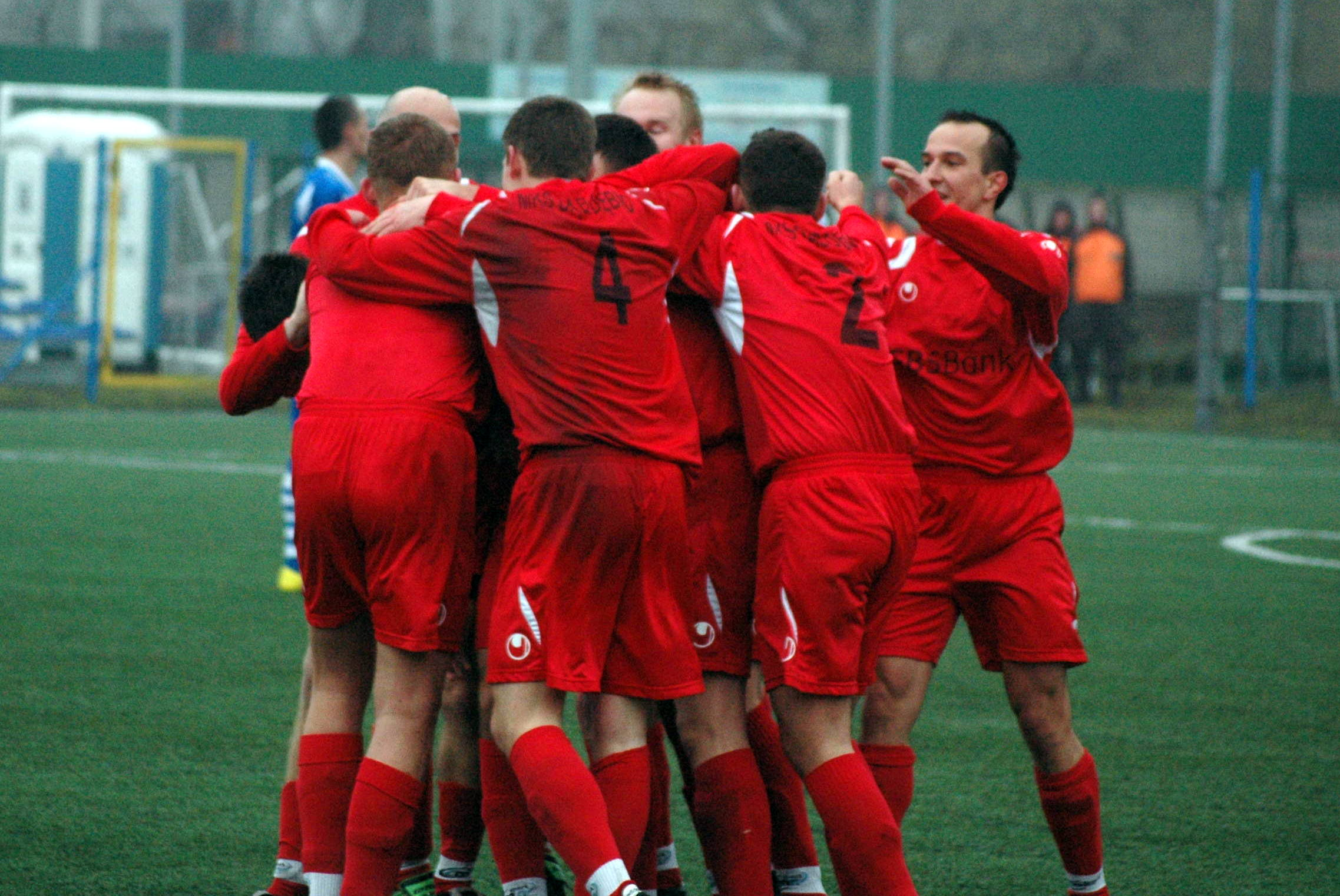
Radość zawodników Dębu Dębno po zdobyciu bramki w meczu wyjazdowym przeciwko Kotwicy Kołobrzeg, 27 marca 2010

## Historia klubu
Klub został założony w 1945 roku. Pierwszy mecz został rozegrany w Mieszkowicach w czerwcu 1945. Klub przez całą swoją historie tułał się po niższych ligach rozgrywkowych. Największym sukcesem była gra przez jeden sezon w II lidze (1975/76, klub zajął wtedy ostatnie, 16. miejsce w grupie zachodniej II ligi i spadł na powrót do III ligi). W 2006/2007 Dąb grał w rozgrywkach V ligi. Potem awansował do IV ligi i jako beniaminek niespodziewanie walczył do końca o awans do zreformowanej II ligi. Tylko Pogoń Szczecin oraz Astra Ustronie Morskie okazały się lepsze od ekipy Zenona Burzawy. Królem strzelców IV ligi został Łukasz Dłubis, który był testowany po tym sezonie w drużynie Znicza Pruszków, jednak do transferu nie doszło.
W sezonie 2023/24 Dąb występował w klasie okręgowej (grupa zachodniopomorska II) na koniec sezonu zdobywając mistrzostwo i awans do IV ligi. 

## Sukcesy
- 16. miejsce w II lidze – 1975/76,
- 1/16 finału Pucharu Polski – 1970/71,
- I runda Pucharu Polski – 2008/09[8],
- Puchar Polski OZPN Szczecin – 1969/70, OZPN Gorzów Wlkp. – 1992/93, Zachodniopomorski ZPN – 2007/08[1].

## Sezon po sezonie
| Sezon   | Liga                                  | Pozycja | Punkty | Bramki | Uwagi                                     |
| ------- | ------------------------------------- | ------- | ------ | ------ | ----------------------------------------- |
| 1998/99 | IV liga (Koszalin-Szczecin)           | 11      | 45     | 59:64  |                                           |
| 1999/00 | IV liga (Koszalin-Szczecin)           | 14      | 37     | 40:69  |                                           |
| 2000/01 | IV liga (zachodniopomorska)           | 9       | 51     | 62:58  |                                           |
| 2001/02 | IV liga (zachodniopomorska)           | 12      | 51     | 49:55  |                                           |
| 2002/03 | IV liga (zachodniopomorska)           | 18      | 20     | 39:66  | spadek                                    |
| 2003/04 | V liga (Szczecin)                     | 1       | 68     | 90:23  | awans                                     |
| 2004/05 | IV liga (zachodniopomorska)           | 15      | 42     | 48:72  | spadek                                    |
| 2005/06 | V liga (Szczecin)                     | 10      | 40     | 56:39  |                                           |
| 2006/07 | V liga (Szczecin)                     | 1       | 79     | 80:24  | awans                                     |
| 2007/08 | IV liga (zachodniopomorska)           | 3       | 66     | 69:28  |                                           |
| 2008/09 | III liga (pomorsko-zachodniopomorska) | 7       | 50     | 43:36  | [ a ]                                     |
| 2009/10 | III liga (pomorsko-zachodniopomorska) | 8       | 41     | 39:42  |                                           |
| 2010/11 | III liga (pomorsko-zachodniopomorska) | 4       | 47     | 29:30  |                                           |
| 2011/12 | III liga (pomorsko-zachodniopomorska) | 11      | 34     | 33:50  |                                           |
| 2012/13 | III liga (pomorsko-zachodniopomorska) | 15      | 34     | 44:57  | spadek                                    |
| 2013/14 | IV liga (zachodniopomorska)           | 10      | 40     | 58:58  |                                           |
| 2014/15 | IV liga (zachodniopomorska)           | 3       | 59     | 62:36  |                                           |
| 2015/16 | IV liga (zachodniopomorska)           | 12      | 32     | 46:66  |                                           |
| 2016/17 | IV liga (zachodniopomorska)           | 17      | 36     | 44:67  | spadek                                    |
| 2017/18 | Liga okręgowa (Szczecin)              | 11      | 36     | 65:92  |                                           |
| 2018/19 | Klasa okręgowa (Szczecin)             | 8       | 41     | 45:49  |                                           |
| 2019/20 | Klasa okręgowa (Szczecin)             | 4       | 29     | 25-25  | Sezon zakończony po 15 kolejkach ligowych |
| 2020/21 | Klasa okręgowa (Szczecin)             | 1       | 78     | 115-25 | awans                                     |
| 2021/22 | IV liga (zachodniopomorska)           | 5       | 64     | 78-72  |                                           |
| 2022/23 | IV liga (zachodniopomorska)           | 16      | 30     | 57-85  | spadek                                    |
| 2023/24 | Klasa okręgowa (zachodniopomorska II) | 1       | 68     | 85-44  | awans                                     |

| Oznaczenie kolorami   |
| --------------------- |
| drugi poziom ligowy   |
| trzeci poziom ligowy  |
| czwarty poziom ligowy |
| piąty poziom ligowy   |
| szósty poziom ligowy  |
| siódmy poziom ligowy  |